# François Barbé-Marbois
François de Barbé-Marbois, (Metz, 31 de janeiro de 1745 – Paris, 14 de janeiro de 1837) foi um diplomata e político francês. Foi um dos ministros de Napoleão I e o primeiro presidente do Tribunal de Contas.

## Início de carreira
Barbé-Marbois era filho de um antigo atacadista. Apoiado pelo Marquês de Castries, de cujos filhos foi tutor, ingressou no serviço diplomático e foi empregado como secretário da embaixada e encarregado de negócios de 1768 a 1779 em Regensburgo, Dresden e na corte da Baviera em Munique. Em 1777, foi eleito membro pleno da Academia de Ciências da Baviera. Quando seu superior foi nomeado Ministro dos Estados Unidos, ele teve a oportunidade de acompanhá-lo à Filadélfia. No início do movimento de independência americana, ele se tornou amigo de George Washington e casou-se em 1784 com a filha de William Moore, comerciante e banqueiro que também era presidente do Conselho Executivo da Pensilvânia.
Barbé-Marbois recebeu a tarefa de organizar os oito consulados franceses de Boston a Charleston. Protegido pelo Marquês de Castries (atual marechal e ministro da Marinha) e Anne César de La Luzerne (irmão de César Henri de La Luzerne, governador das Ilhas de Sotavento), tornou-se superintendente geral da colônia de Saint-Domingue em 1785. A população branca da ilha se rebelou contra as medidas que Luís XVI havia posto em prática em favor da população de pele escura. Eles lutaram, por exemplo, pela preservação dos direitos exclusivos do comércio de farinha, já que as mercadorias importadas da França eram frequentemente vendidas a mais do que o dobro do preço dos produtos locais. Por isso Barbé-Marbois não teve um tempo fácil com os colonos, principalmente porque chegou lá exatamente na época da revolta de 26 de outubro de 1789.

## Na Revolução
Quando retornou à França, aos 44 anos, perdeu também o anterior protetor de Saint-Domingues, o Marquês de La Lucerne, que morreu em Londres em 1791. Sem seu superior anterior, ele foi enviado primeiro para Regensburgo e depois para Viena como representante autorizado no Ministério dos Negócios Estrangeiros. No início da guerra ele se retirou por três anos, entre outras coisas para escrever suas memórias.
Em 1795, foi nomeado prefeito de Metz com o apoio de seu cunhado Franz Christoph Kellermann, que se casara com sua irmã. Em outubro daquele ano, ele também foi eleito para o Conselho dos Anciões (uma câmara do Parlamento sob o Conselho de Administração), onde assumiu uma postura muito reacionária. Isso fez com que ele suspeitasse de ser monarquista, apesar de ter elogiado o sucesso de Napoleão Bonaparte na Itália. Após o golpe de Estado do 18 de frutidor do ano V (4 de setembro de 1797) ele foi preso e deportado para Sinnamary (Guiana Francesa). Sua experiência no clima tropical foi benéfica para ele, de modo que sobreviveu a esse período melhor que alguns de seus companheiros. Sua esposa permaneceu na França e morreu em 1834.

## Império, Restauração e Monarquia de Julho

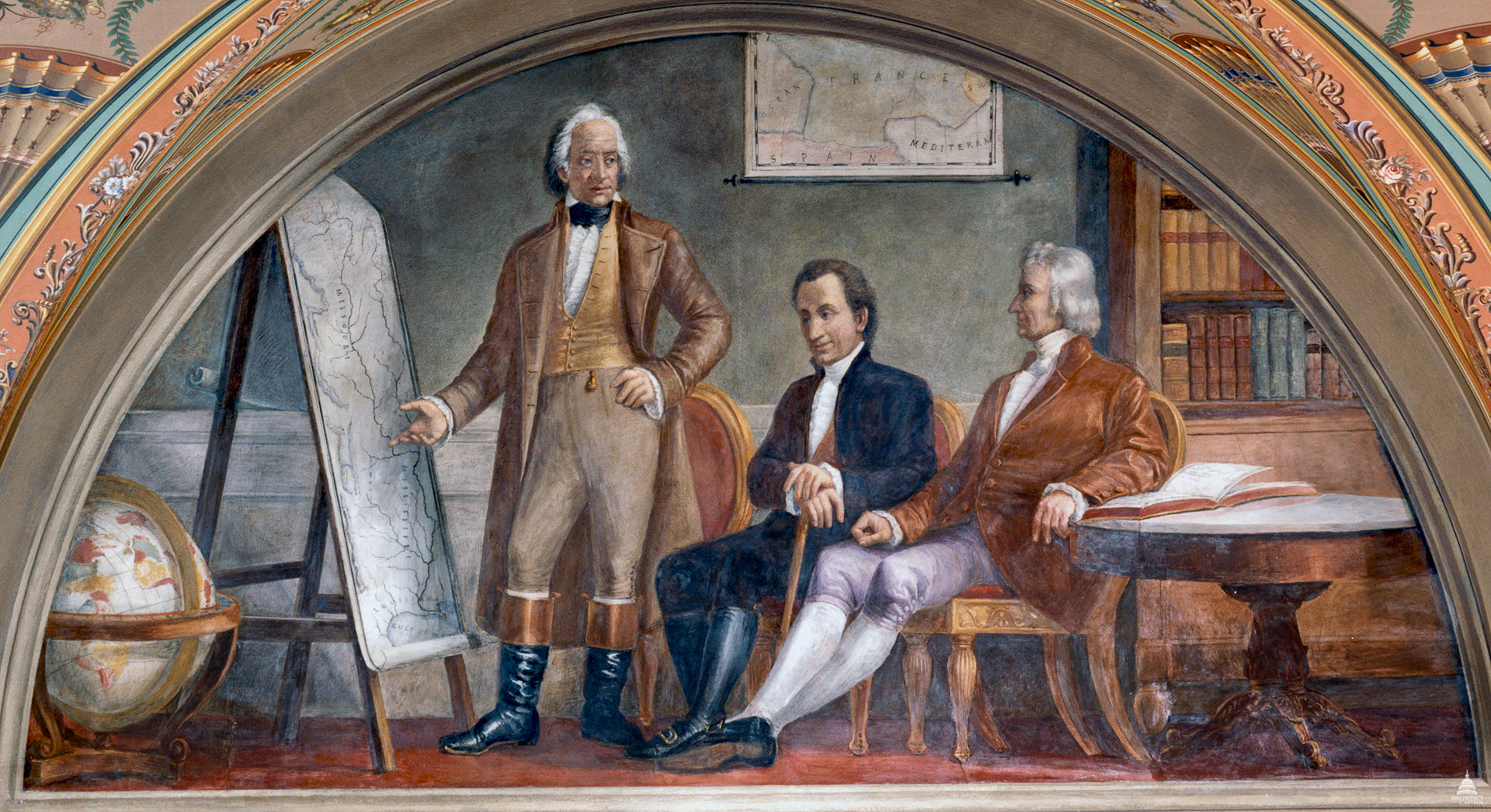
Compra da Luisiana, afresco de Constantino Brumidi 1875. O Marquês Barbé-Marbois, o representante do governo francês, é retratado em pé e mostrando um mapa para Robert Livingston, que coordenou as negociações, e James Monroe, o Ministro da França

Em 1799, ele chegou à Ilha de Oléron. Após o golpe de Estado do 18 de brumário do ano VIII (9 de novembro de 1799), através do qual Napoleão chegou ao poder, ele devia sua liberdade ao novo governante. Durante seu período no Conselho dos Anciões, Barbé-Marbois fez amizade com Charles-François Lebrun, que se lembrava dele. Devido à sua experiência internacional, foi nomeado Diretor do Tesouro Público após a morte de Bertrand Dufresne em fevereiro de 1801, sob a proteção de Lebrun. Em 1802, Barbé-Marbois, considerado consciente e honesto, tornou-se senador. Em 1803, ele negociou a compra da Luisiana, que vendeu grandes áreas da América do Norte para os Estados Unidos. Napoleão o recompensou com 152 000 francos. Em 1805, ele se tornou um oficial da Ordem Nacional da Legião de Honra e Conde. O fracasso na Batalha de Trafalgar, em 21 de outubro de 1805, levou à demissão de Barbé-Marbois em 27 de janeiro de 1806.
Em 1808, ele se tornou presidente do Tribunal de Contas. Em 1814, ajudou a redigir o certificado de abdicação do imperador. Em junho de 1814, Luís XVIII o fez par da França e confirmou-o como presidente do Tribunal de Contas. Privado de seu cargo por Napoleão durante o Governo dos Cem Dias, ele se tornou Ministro da Justiça no governo do Duque de Richelieu em agosto de 1815. Nesta posição, tentou, sem sucesso, manter a confiança dos ultramonarquistas e renunciou após nove meses em 10 de maio de 1816. Quando Luís Filipe I assumiu o governo com a Monarquia de Julho em 1830, Barbé-Marbois lhe prestou seus respeitos como Presidente do Tribunal de Contas e foi confirmado no cargo. Este foi o sexto governo que ele serviu até deixar o cargo, em abril de 1834.

## Obras selecionadas
- Lettres Et Réponses Écrites à Madame La Marquise De Pompadour. depuis MDCCLIII. jusqu'à MDCCLXII. inclusivement. G. Owen & T. Cadell, Londres 1772 (Edição de cartas falsas de Madame de Pompadour), OCLC 85877962.
- Mémoire laissé par M. Barbé de Marbois, intendant á Saint-Dominique. Paris 1790, OCLC 78611747.
- Mémoire et observations du sieur Barbé de Marbois, intendant des Isles-sous-le-Vent en 1786, 1787, 1788 et 1789, sur une dénonciation signée par treize de MM. les députés de Saint-Domingue et faite à l’Assemblée nationale au nom d’un des trois comités de la colonie. Knapen e filhos, Paris 1790, OCLC 84774759.
- Réflexions sur la colonie de Saint-Domingue, ou, Examen approfondi des causes de sa ruine, et des mesures adoptées pour la rétablir: terminées par l'exposé rapide d’un plan d’organisation propre à lui rendre son ancienne splendeur …. Garnery, Paris 1796, OCLC 123428708, (books.google.com).
- De la Guyane, etc. 1822.
- Histoire de la Louisiane et de la cession de cette colonie par la France aux États-Unis de l’Amérique Septentrionale;: précédée d’un discours sur la constitution et le gouvernement des États-Unis. Firmin Didot, Paris 1829, OCLC 1687316.
- Journal d’un deportée non jugée. 2 volumes. 1834.